# Un paradox al lui Lewis Carroll
Acesta este un paradox al lui Lewis Carroll care a fost prezentat în The magic of Lewis Carroll, un volum de John Fisher din 1973. Paradoxul implică trei bărbieri, Allen, Brown și Carr (A, B și C) despre care se afirmă următoarele:
1. Allen este bolnav și, în caz că părăsește frizeria, atunci Brown trebuie să-l însoțească.
2. Cei trei nu pot pleca toți odată, lăsând frizeria goală.

Dacă bărbierul Carr iese afară și dacă iese și Allen atunci Brown conform premisei a 2-a trebuie să rămână. Dar, ținând cont de prima premisă, dacă Allen iese, atunci trebuie să iasă și Brown. Contradicție. Rezultă că presupunerea noastră că iese Carr nu poate fi adevărată, deci Carr nu poate părăsi frizeria. Dar acest lucru e un paradox, deoarece dacă Carr iese afară acest lucru nu încalcă nici una din cele două premise.
În „Principia Mathematica”, Bertrand Russell notează că Faptul că o propoziție falsă implică orice rezolvă acest paradox. Afirmația paradoxului este că dacă p, q și r sunt propoziții și q implică r, în timp ce p implică non-r, atunci q trebuie să fie falsă, deoarece ar rezulta că q implică r dar și că q implică non-r, lucru incompatibil. Dar, dacă q este falsă, ambele implicații sunt adevărate, oricare ar fi r. Prin urmare, singura concluzie a premiselor este că dacă p este adevărată, atunci q trebuie să fie falsă.